# Valery Khalilov
Valery Mikhaylovich Khalilov (em russo: Валерий Михайлович Халилов; 30 de janeiro de 1952 - 25 de dezembro de 2016) foi um renomado maestro e compositor de bandas militares da Rússia, originário do Uzbequistão. Era tenente-general no exército russo e exerceu a função de Diretor Sênior de Música do Serviço de Banda Militar das Forças Armadas da Rússia. Tornou-se amplamente conhecido por ter regido as bandas militares russas durante os desfile anuais do Dia da Vitória na Praça Vermelha de Moscou, regendo elas por 14 vezes. Ele morreu em um acidente aéreo, quando o avião em que viajava caiu no Mar Negro, nas proximidades de Sóchi, na Rússia, enquanto viajava à Síria para celebrações de Ano Novo.

## Vida inicial e educação
Khalilov nasceu em 30 de janeiro de 1952 em uma família famosa por produzir maestros militares na cidade de Termez, localizada no que hoje é o Uzbequistão. Seu pai, Mikhail Nikolayevich Khalilov, foi um oficial das Tropas de Fronteira Soviéticas. Aos quatro anos, ele começou a criar suas próprias composições musicais. Formou-se na Escola Militar de Músicos de Moscou aos 11 anos. Entre 1970 e 1975, integrou o corpo docente de regência do Conservatório Estatal Tchaikovsky de Moscou, sob a orientação do professor G. P. Alyavdin.

## Carreira
Khalilov iniciou sua carreira como maestro na Escola Superior de Radioeletrônica de Defesa Aérea de Pushkin, dentro das Forças de Defesa Aérea Soviética. Em 1981, ele passou a lecionar na faculdade de maestria militar em Moscou. Sob sua direção na banda militar da Escola Superior Pushkin, ele conquistou o primeiro lugar na competição de bandas militares do Distrito Militar de Leningrado em 1980. Seu talento chamou a atenção do maestro principal da Banda Militar do Distrito Militar de Moscou, o Major General Nikolai Mikhailov, que o convidou a integrar a banda como maestro adjunto em 1984.  Em seguida, naquele mesmo ano, ele foi movido para a liderança do Serviço de Banda Militar das Forças Armadas da URSS. Sua estreia na televisão nacional ocorreu durante o Desfile do Dia da Revolução, e no ano seguinte, ele participou do Desfile do Dia da Vitória, atuando como um dos vice-diretores à frente das bandas reunidas, sob a supervisão de seu superior, o Major General Mikhalilov.
Khalilov ascendeu na hierarquia e, ao longo do tempo, atingiu a posição de maestro principal e Diretor Sênior de Música do Serviço de Banda Militar das Forças Armadas da Rússia em 2002. Sua estreia na televisão nacional ocorreu em 2003, quando atuou como maestro responsável pela banda combinada durante o Desfile do Dia da Vitória do mesmo ano. Em maio de 2015, ele foi nomeado membro do Conselho de Administração da Academia de Cultura Festiva. Ele atuou como maestro chefe das bandas militares da área de Moscou e como diretor musical emérito e maestro da Banda Militar Central do Ministério da Defesa por um período recorde de 14 anos.
Nessa função, Khalilov organizou muitos eventos teatrais festivos em Moscou, dos quais participaram bandas militares russas e grupos de muitos países. As atividades abarcaram as tatuagens militares internacionais "The Kremlin Zorya" e "Torre Spasskaya". Ele realizou turnês com as principais bandas das Forças Armadas Russas em países como Áustria, Suécia, Estados Unidos, Alemanha, Hungria, Coreia do Norte, Mongólia, Polônia, Finlândia, França, Suíça e Bélgica.

## Vida posterior e morte
Em abril de 2016, Khalilov se tornou o diretor artístico do  Ensemble Alexandrov, conhecido mundialmente como Coro do Exército Vermelho. Khalilov se aposentou da Orquestra da Guarnição de Moscou no dia 22 de agosto de 2016. Em sua última grande apresentação junto às bandas, ele dirigiu a canção da guerra civil russa, Exército Branco, Barão Negro na Praça Vermelha. Após sua saída, o Coronel Timofey Mayakin, Artista Mérito da Rússia, assumiu o cargo de Diretor Sênior de Música do Serviço de Banda Militar.
Khalilov fez uma turnê pela Escola de Música Hugh Hodgson da Universidade da Geórgia em novembro de 2016, onde deu aulas musicais aos alunos e se apresentou com a Orquestra Sinfônica da UGA e o Hodgson Wind Ensemble. Ele também assistiu a um jogo de futebol americano da Georgia-Auburn University com o diretor George Foreman, onde, segundo Foreman, começou a compor uma nova marcha chamada "Marcha Redcoat", em homenagem à Georgia Redcoat Band.  
Khalilov morreu na queda do avião RA-85572 Tupolev TU-154 que caiu no Mar Negro, perto de Sóchi, em 25 de dezembro de 2016. Como parte das celebrações do Ano Novo, o coro da orquestra e o grupo de dança estavam programados para se apresentarem para as tropas russas estacionadas na Síria. Acredita-se que o acidente tenha sido causado por um problema nos flaps do avião, embora relatórios sugiram que a causa foi a desorientação do piloto. Muitas pessoas deixaram flores e velas em um memorial improvisado montado em sua homenagem.
Khalilov foi enterrado em 16 de janeiro de 2017 no cemitério Tracts, Archangelsk, distrito de Kirzhachskiy, Oblast de Vladimir. Ele recebeu um funeral militar, que contou com a presença de muitos de seus ex-colegas e alunos, e elogios foram feitos por muitos, incluindo seu sucessor como Diretor Musical Sênior, Coronel Mayakin. A aldeia Nowinki do distrito, perto de Khmelevo e do Cemitério do Arcanjo, é o local de nascimento dos ancestrais de Khalilov. Esta vila foi a casa de sua infância, e Khalilov amou Nowinki e seus arredores pitorescos ao longo de sua vida e foi enterrado aqui, em vez de em Moscou. Ele visitou a aldeia pela última vez em 11 de dezembro de 2016, duas semanas antes de sua morte.
Antes de sua morte, Khalilov ainda estava ativamente compondo músicas para várias ocasiões, incluindo uma peça para um filme russo.

## Legado
Khalilov era um músico e maestro talentoso, com habilidade para tocar diversos instrumentos musicais, incluindo o piano, com grande proficiência, além de reger coros e bandas. Ele liderou bandas militares compostas por milhares de integrantes durante os desfiles do Dia da Vitória, destacando-se também na condução da apresentação de encerramento. Notavelmente, esteve à frente das bandas reunidas nos desfiles do 60º, 65º e 70º Dia da Vitória. Essas apresentações eram mais longas do que o habitual, com finais que se destacavam por sua singularidade.
Khalilov foi o último dos grandes maestros formados na era soviética. Após o colapso da União Soviética, a banda militar, assim como o restante do exército, enfrentou um período de desorganização. Ao ser nomeado maestro das Bandas de Massa da Guarnição de Moscou, ele se dedicou intensamente à tarefa de reorganizá-las e fortalecê-las, elevando sua relevância nos desfiles do Dia da Vitória. Em 2003, a banda reuniu menos de 400 músicos para o evento, mas no desfile de 2016, as bandas combinadas contavam com mais de mil músicos, liderados por mais de 20 diretores adjuntos, incluindo 12 tambores-mor e 2 tambores-mor seniores (totalizando 16 nessa função, além de outros 12 posicionados na retaguarda). No Desfile do Dia da Vitória em 2010, Khalilov conduziu com êxito uma enorme banda integrada por músicos militares russos e estrangeiros. Durante o Festival Internacional da Torre Spasskaya, ele frequentemente liderava todos os participantes ao final das apresentações, regendo a música que encerrava a cerimônia.
Khalilov descreveu o efeito que essas bandas têm na seguinte entrevista de 2005 com o Los Angeles Times : 

"A música militar é incrivelmente importante para os russos, porque a música militar é um componente do exército russo, e o exército sempre desempenhou um papel crucial na proteção do grande estado da Rússia e em torná-la uma nação poderosa."

Khalilov destacou-se também como um talentoso compositor musical, além de maestro militar, criando inúmeras obras para bandas de metais, entre elas peças como "Adagio", "Kant", "Afegão" e "Elegia", bem como marchas como "Cadete", "Juventude", "Rynda" e "Ulan", além de romances e canções. Ele concebeu diversas novas marchas e canções militares, algumas das quais foram apresentadas nos desfiles do Dia da Vitória que ele conduziu. No terceiro aniversário de sua morte, em 2019, foi anunciado que um evento intitulado Festival Internacional de Música Valery Khalilov seria realizado de 29 de janeiro a 2 de fevereiro de 2020, especialmente para celebrar o aniversário do maestro em 30 de janeiro. 
O Hodgson Wind Ensemble da Universidade da Geórgia homenageou Khalilov logo após sua morte, apresentando uma de suas peças, March Bodrii, com um pódio vazio para representar o espaço vazio que ele deixou no mundo da música. Ele morreu menos de dois meses depois de reger e fazer turnê com a banda. 

## Prêmios
Em sua carreira, ele ganhou muitos prêmios, incluindo a Ordem de Honra, a Ordem "Por Serviço à Pátria nas Forças Armadas da URSS" de 3ª Classe, a Medalha "por Mérito de batalha" de 1ª Classe e os títulos de Artista do Povo Homenageado da Rússia e Trabalhador de Arte Homenageado da Rússia .  Ao longo de sua vida, ele participou de inúmeras entrevistas e fez aparições em programas dedicados às bandas militares russas, o que lhe garantiu certa popularidade e reconhecimento como maestro militar. A Escola Militar de Música de Moscou foi rebatizada como Escola Militar de Música de Moscou Tenente-general V. M. Khalilov. Em homenagem a ele, a Praça Valery Khalilov, localizada em Kirzhach, recebeu seu nome; um veículo de notícias russo destacou que a praça "é um parque encantador, da mesma geração do maestro falecido". Além disso, ativistas sociais da cidade decidiram organizar um festival de bandas de metais para honrar a memória de Khalilov. O evento ocorrerá no recém-inaugurado Jardim Alexandre, com a primeira edição prevista para julho de 2017. O parque foi descrito como "um lugar belo e apropriado" para a celebração.
Uma das ruas da cidade foi renomeada em sua homenagem e as autoridades renomearam vários lugares e instituições em 30 de janeiro, aniversário de Khalilov.